# Kabala, Sierra Leone
Kabala är en stad i Sierra Leone. Det är huvudorten i distriket Koinadugu i Northern Province.